# Poliestilismo

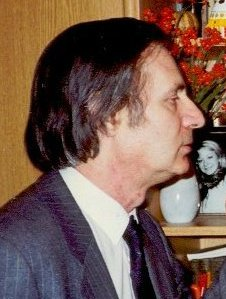
Alfred Schnittke

El poliestilismo (también llamado eclecticismo) es un género reciente de la Música académica contemporánea y consiste en el uso de múltiples estilos o técnicas musicales. Es considerado una característica posmoderna que comienza a finales del siglo XX y se acentúa en el siglo XXI. 
Es importante distinguir entre la actitud ecléctica, que es la de quien recolecta material de diferentes fuentes de modo pasivo y la actitud poliestilista, que es la de quien fusiona las fuentes de modo coherente, deliberado y propio. El compositor poliestilista no emplea necesariamente su canon de estilo y técnica en un solo trabajo sino que en el conjunto su obra se advierte diferentes "estilos". Esta corriente, pese a haber sido anticipada en una temprana tendencia que unificaba elementos de folk o de jazz en trabajos clásicos, se desarrolla realmente desde finales del siglo XX, y mientras más y más estilos entran en juego en el nuevo siglo, el movimiento se hace cada vez más importante y diverso. Los compositores poliestilistas han usualmente comenzado su carrera en una corriente para moverse a otra a la vez que guardando elementos importantes de la anterior.
Compositores poliestilísticos son, por ejemplo, Lera Auerbach, Luciano Berio, William Bolcom, Sofia Gubaidulina, Hans Werner Henze, George Rochberg, Arturo Rodas, Magaly Ruiz, Frederic Rzewski, Alfred Schnittke, Dmitri Silnitsky, Valentín Silvestrov, Santiago Sosa Rolón, Ezequiel Viñao, Jorge Calleja, Frank Zappa y John Zorn.
- Datos: Q3269212